# Chèvre (outil)
Pour les articles homonymes, voir Chèvre (homonymie).

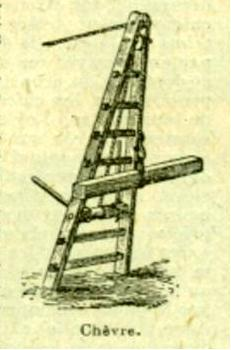
Chèvre type vers 1922.

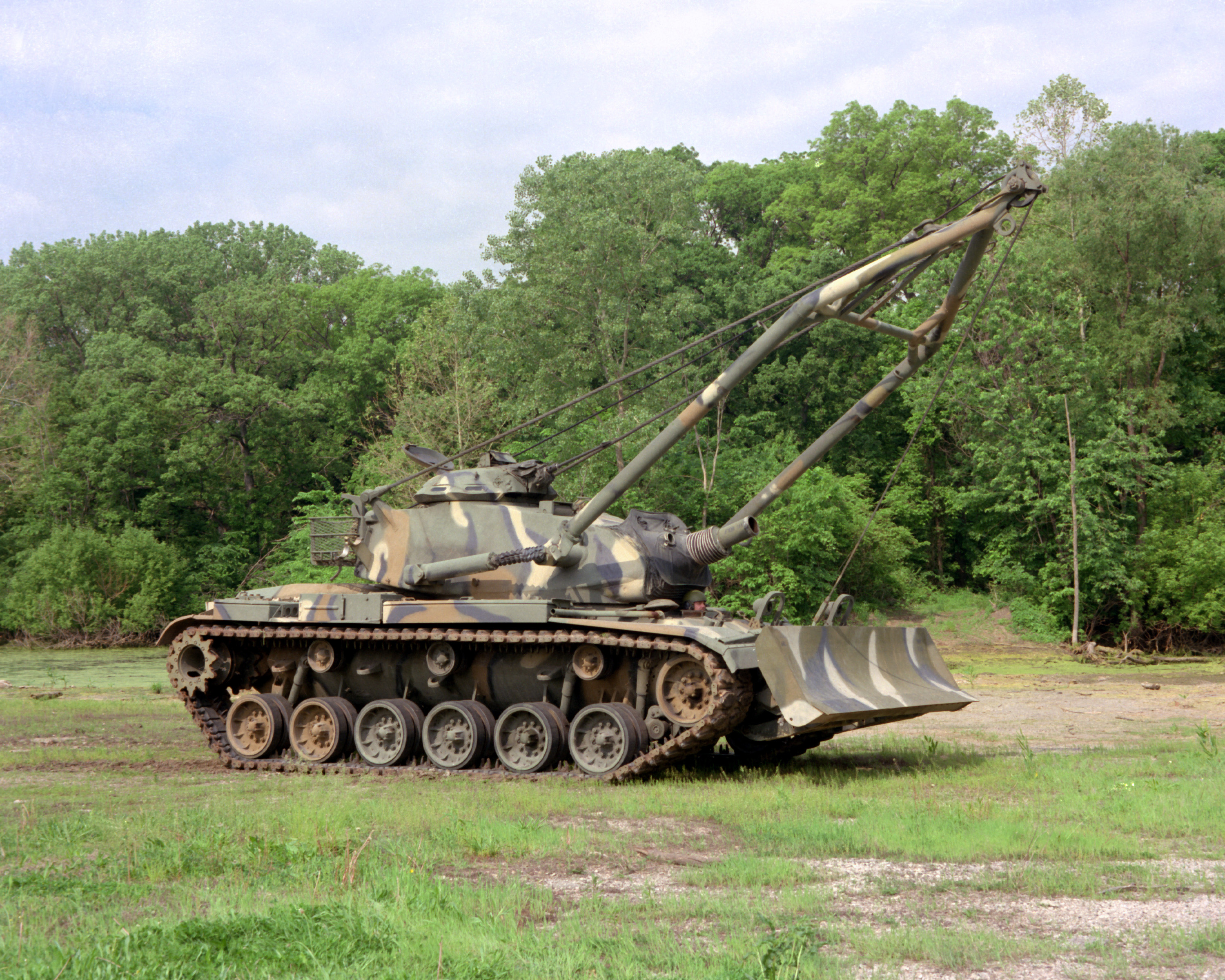
Char M728 du génie militaire, avec déploiement de la grue en « A »/chèvre.

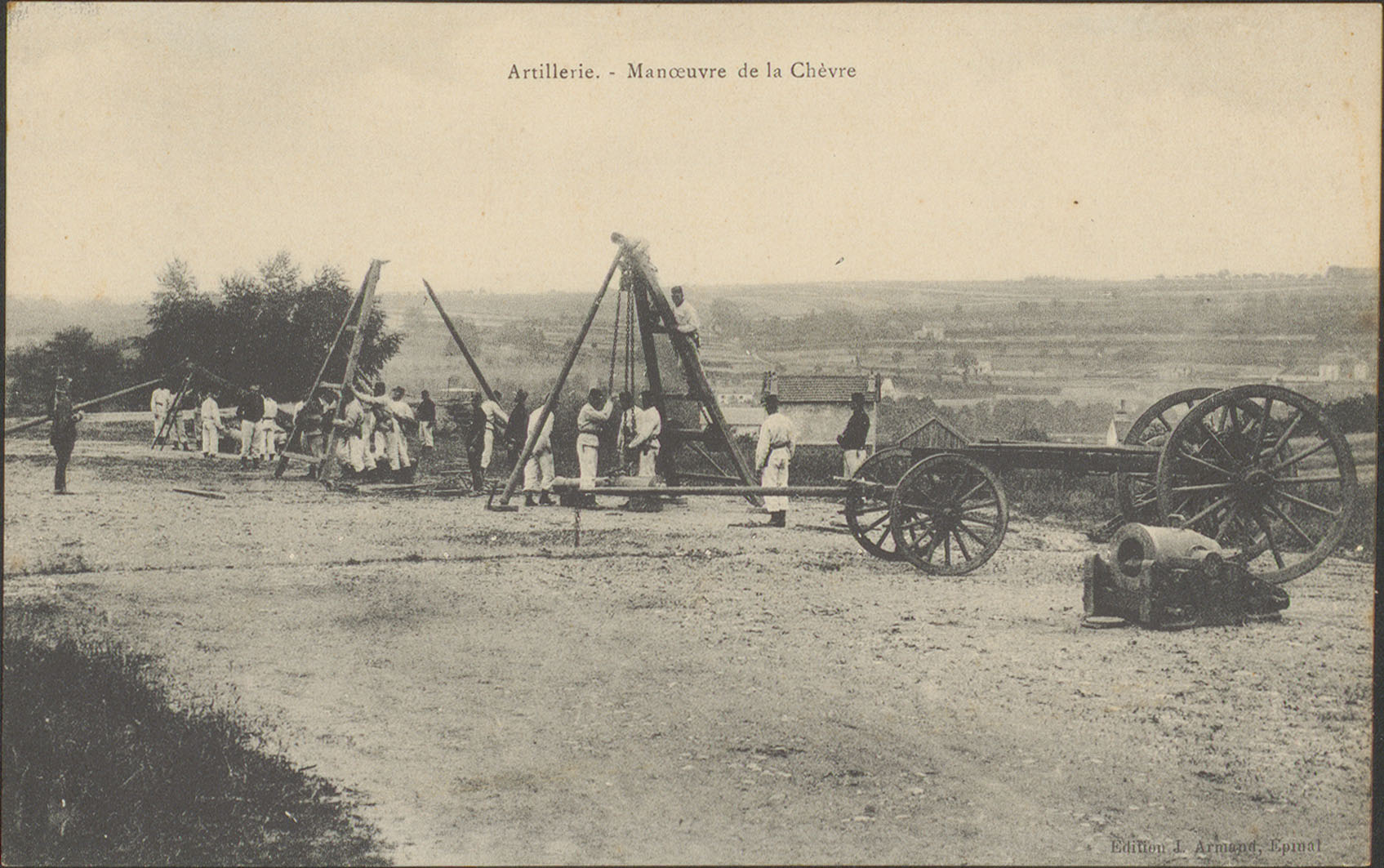
Artillerie : manœuvre de la Chèvre.

La chèvre est un appareil de levage et de manutention composé le plus souvent de trois poutres (tripode), deux hanches et un bicoq, disposées en pyramide dans lesquelles passe une corde ou élingue manœuvrée à l'aide d'un treuil.

## Histoire
Cet appareil de levage fut employé depuis la plus haute antiquité dans la construction de certains monuments afin d'utiliser des blocs de pierre très pesants. Comme ces appareils étaient constitués de bois, le temps en a effacé toute trace matérielle ; il ne reste que des écrits issus de peuples dont la coutume était de tout noter (Grecs, Romains).
Du temps des Romains, ces chèvres furent surtout employées pour la construction de grands ouvrages d’art comme les aqueducs, les ponts et édifices.
On retrouve également des chèvres au Moyen Âge, notamment sur les chantiers de châteaux. 

## Principe

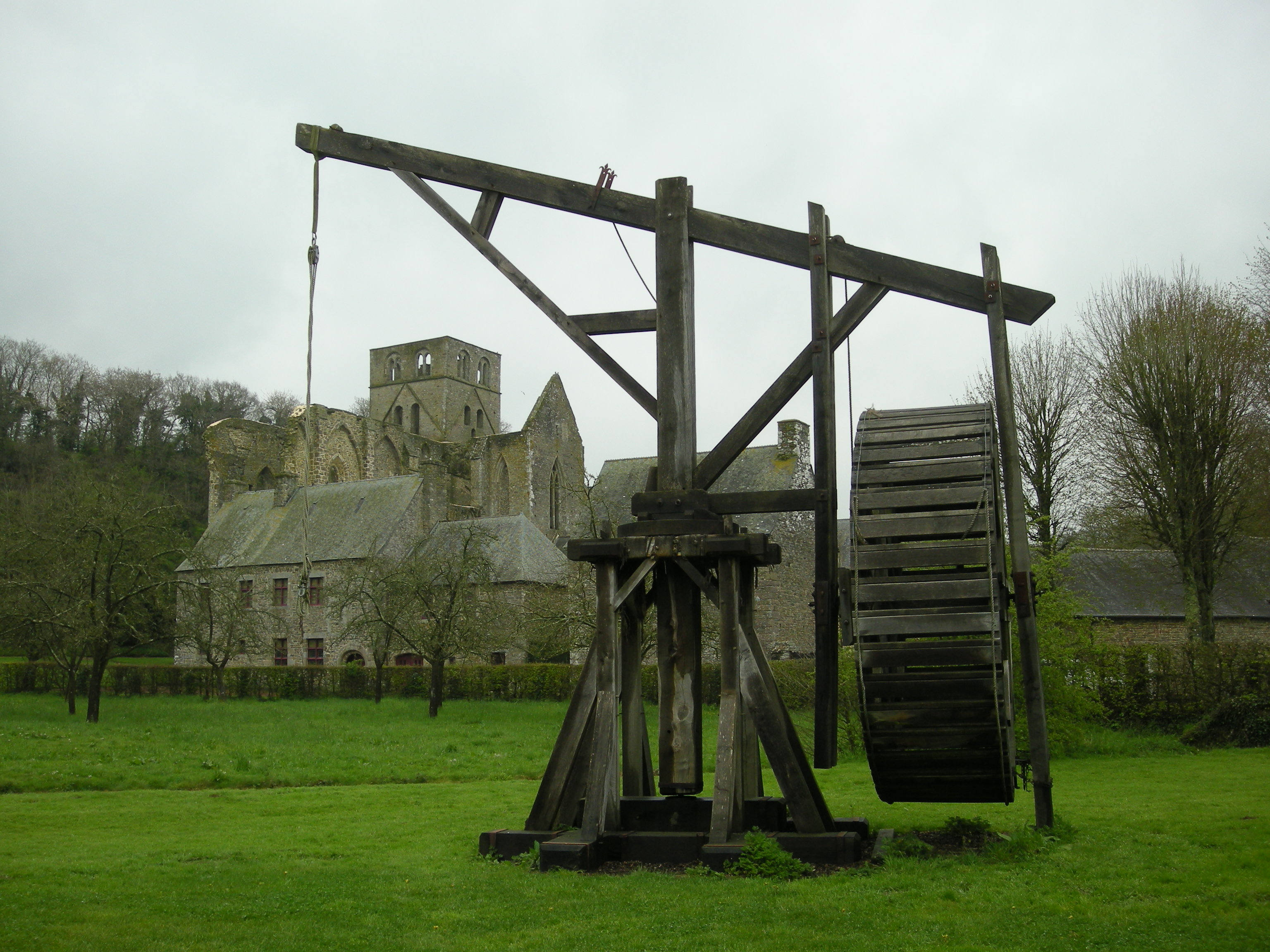
Grue médiévale.

La chèvre est une machine qui se compose de pièces simples et facilement démontables : des pieds (hanches), une poulie, une corde et son système d’enroulement (treuil).
- enroulement simple (fig. A) : la corde soutenant la masse passe par une poulie fixe et vient s’enrouler autour du tambour. Celui-ci est manœuvré à l’aide d’un ou plusieurs leviers qui démultiplient l’effort F selon le rapport  du rayon r du tambour par la longueur du bras de levier R.
- enroulement différentiel (fig. B) : la corde part d’un point fixe sur la haut de la hampe, passe par une poulie mobile solidaire de la charge P, puis passe par la poulie fixe et rejoint le treuil. Au niveau de la poulie mobile l'effort, pour soulever la masse, est partagé entre les deux brins et la force E nécessaire pour soulever la masse P, au niveau du treuil  est deux fois moins importante que dans le cas de la fig. A.

C’est le principe de la moufle, où la démultiplication est fonction du nombre de poulies. La chèvre s'appelle également polyspastos (mot grec signifiant « plusieurs poulies ») lorsqu'elle est dotée de plus d'une poulie de levage (système de palan).
- entraînement par tambour et cage d'écureuil, appelée roue de carrier  (fig. C) : c’est la grue du Moyen Âge. Il fut utilisé par les Romains, puis par les bâtisseurs de châteaux, jusqu’à Vauban qui installa ce système pour puiser l’eau des citernes des fortifications. Le principe consiste à entraîner le tambour par une grande cage dans laquelle marche un ou plusieurs hommes selon la charge à soulever. Un seul homme pouvait soulever une charge de 180 kg à 4 m de hauteur sans effort.

L’effort est aussi fonction du frottement des pièces en mouvement (poulie(s), corde, tambour) sur leur axe de rotation. Un cliquet anti-retour est nécessaire pour éviter que la charge n’inverse le sens du tambour.

## Types
Il en existe différents types : la chèvre à trois pieds, la chèvre à haubans, la chèvre verticale, la chèvre de tranchée, la chèvre à déclic, etc.

### Chèvre tripode ou à trois pieds
Elle se compose de deux longues perches de bois appelées hanches qui, écartées à la base, se réunissent au sommet, et d’un troisième pied, nommé bicoq, qui les soutient.

### Chèvre à haubans

Chèvre à haubans.

Elle comprend deux hanches, et des haubans placés en arrière et partant de la tête empêchent l’ensemble de piquer du nez.

### Chèvre verticale
C’est une longue poutre verticale reposant sur un coussinet ou crapaudine et que des haubans maintiennent en place. À son sommet, une poutre horizontale portant une poulie fixe à son extrémité permet de soulever et de faire pivoter la charge à l’endroit où elle doit être déposée.
C’est l’ancêtre de la potence d'atelier ou de la grue.

### Chèvre hydraulique
Type moderne de chèvre employée en mécanique pour soulever des objets à l’aide d’un bras muni d’un crochet qui est mu par la force d’un vérin qu’une pompe (généralement manuelle) alimente en fluide hydraulique (huile). On trouve cette chèvre dans les garages et ateliers de réparation, car la simplicité de sa constitution et de sa mise en œuvre en fait un outil de petite taille facile à utiliser par tous. La forme des chèvres actuelles est généralement adaptée pour que la base roulante puisse passer sous la voiture, ainsi le crochet permet de lever des éléments du compartiment moteur.

### Girafe
Une grande chèvre est appelée une girafe.